# 托马斯·安德森
托马斯·安德森（英語：Thomas Anderson，1819年7月2日—1874年11月2日）是一名19世纪的苏格兰化学家。他出生在利斯，在1841年毕业于爱丁堡大学，并获得医学博士学位。在医学研究期间，托马斯对化学产生了兴趣，并在接下来的几年研究化学，发现了吡啶。
托马斯·安德森曾与永斯·雅各布·貝采利烏斯和尤斯图斯·冯·李比希合作。之后，托马斯回到爱丁堡，并在爱丁堡大学和苏格兰皇家高地与农业学会工作。1852年，托马斯在格拉斯哥大学任命为化学钦定教授。1853年，托马斯在对生物碱的研究中发现了可待因的分子结构。1868年，他在骨焦油的蒸馏过程中发现了吡啶和与其相关的有机物，如甲基吡啶。1872年，安德森被皇家学会授予皇家奖章。1874年，他辞去钦定教授的职位，后于奇西克去世。
托马斯·安德森不仅在有机化学上有所成就，还在农业化学领域作出贡献。他撰写了超过130篇有关土壤、肥料以及植物疾病的报告。